# Đội tuyển Fed Cup Tunisia
Đội tuyển Fed Cup Tunisia đại diện Tunisia ở giải đấu quần vợt Fed Cup và được quản lý bởi Liên đoàn Quần vợt Tunisia.

## History
Tunisia tham dự kì Fed Cup đầu tiên vào năm 1992. Thành tích tốt nhất của đội là 4 lần đứng thứ 3 Nhóm II.